# آرنولفو آریاس
آرنولفو آریاس (انگلیسی: Arnulfo Arias; زاده ۱۵ اوت ۱۹۰۱ – درگذشته ۱۰ اوت ۱۹۸۸) سیاست‌مدار اهل پاناما بود. وی در سه دوره در سال‌های ۱۹۴۰–۱۹۴۱، ۱۹۴۹–۱۹۵۱ و ۱۹۶۸ رئیس‌جمهور پاناما بود.
آرنولفو آریاس در ۱۰ اوت ۱۹۸۸، در سن ۸۶ سالگی بر اثر سکته قلبی درگذشت.